# دتینو (بازیکن فوتبال)
خوسه ویلینگتون بنتو سانتوس (به پرتغالی: José Wellington Bento Santos) معروف به دتینو (Detinho) بازیکن فوتبال در پست مهاجم اهل برزیل است که در شهر سرژیپه و در تاریخ ۱۱ سپتامبر ۱۹۷۳ به دنیا آمده‌است.

## باشگاهی
دتینو در تیم‌های فوتبال پاسوس ده فریرا و چین جنوبی سابقهٔ حضور دارد.